# Cymbidium gammieanum
Cymbidium gammieanum је врста орхидеја из рода Cymbidium и породице Orchidaceae. Природно станиште је од Непала до Сикима. Нису наведене подврсте у бази Catalogue of Life.